# Guancher

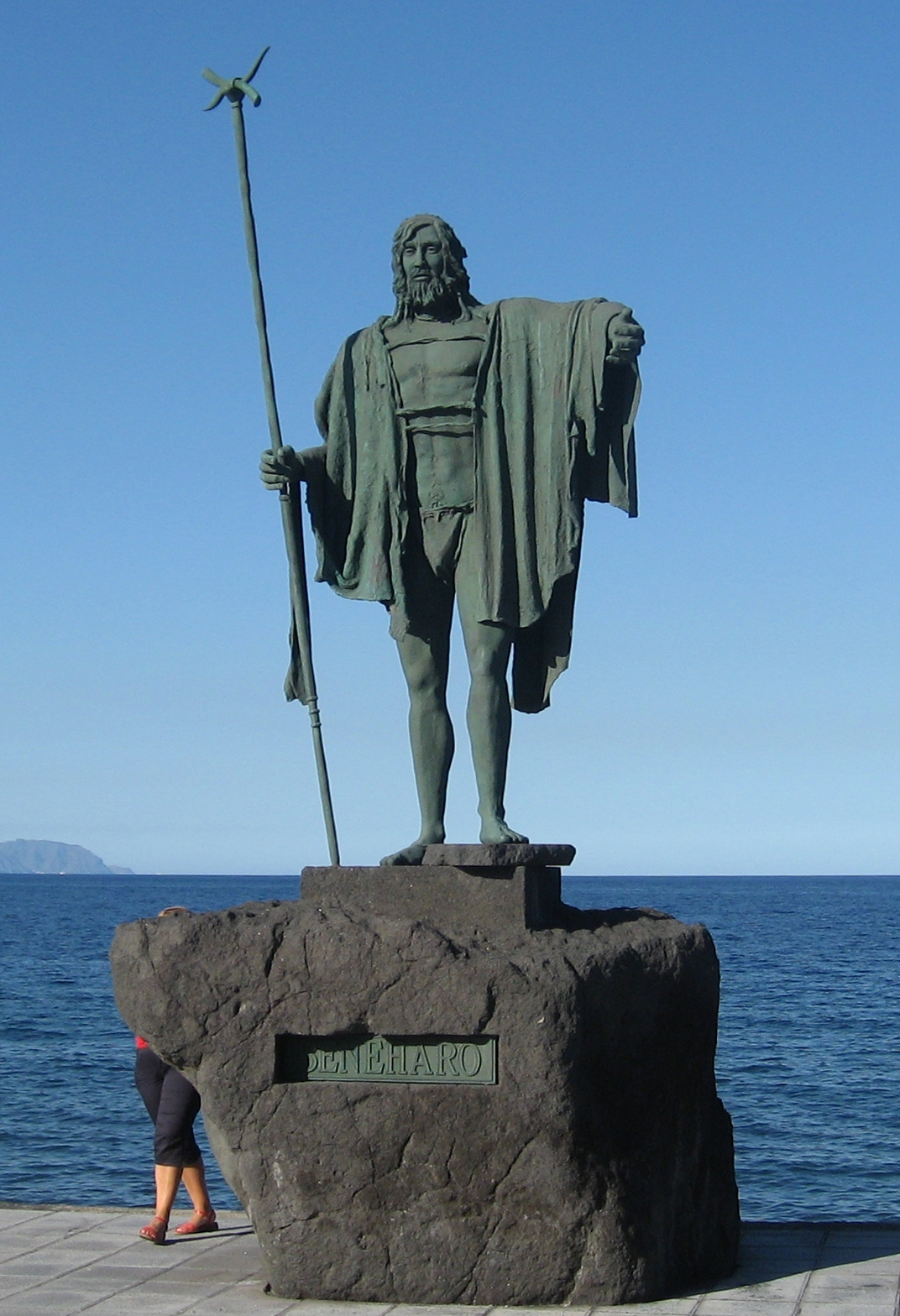
Bronsstaty av en Guanche på Teneriffa

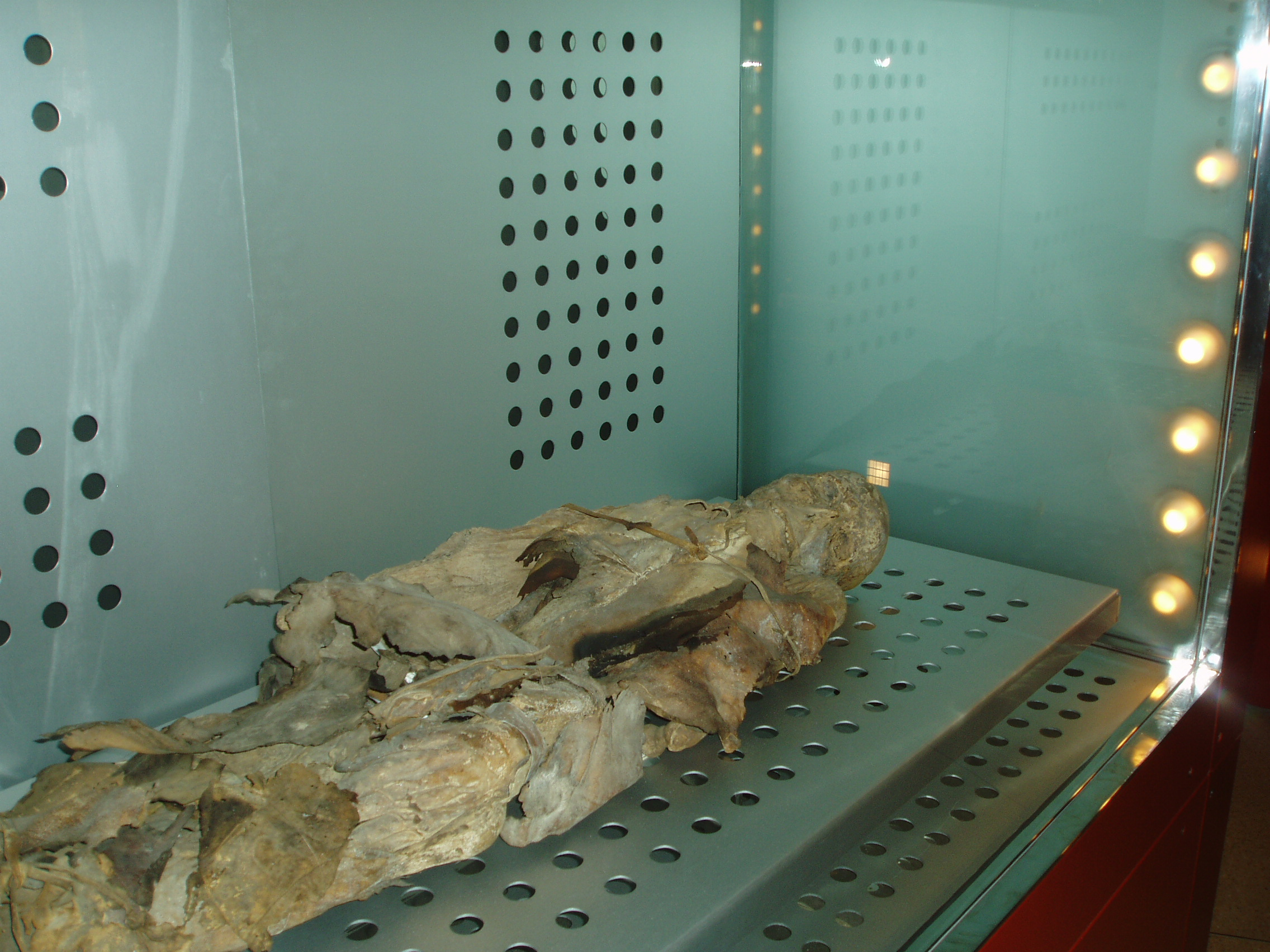
Guanchemumier, Museo de la Naturaleza y el Hombre (Teneriffa)

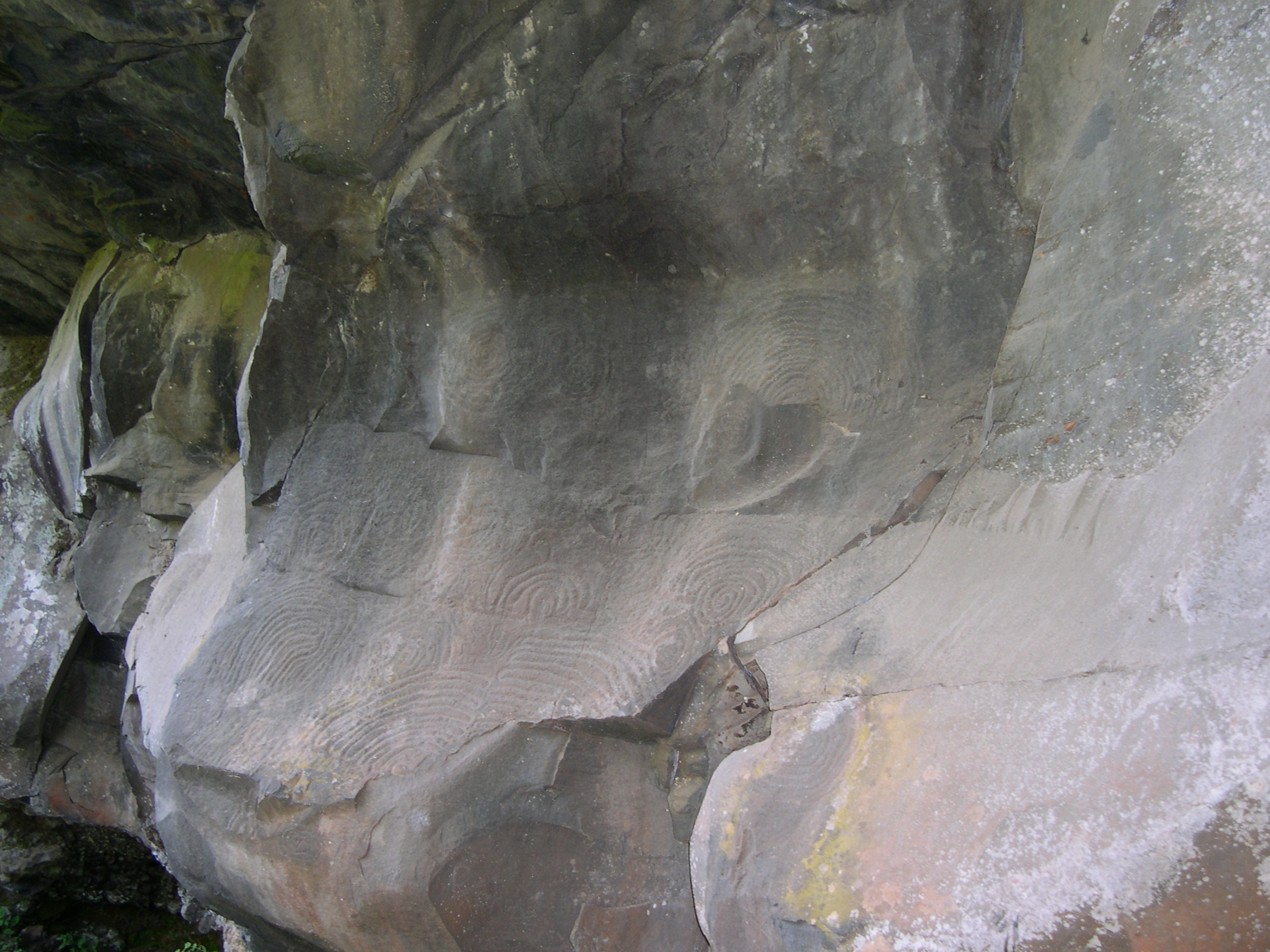
Guancheniska hällristningar i La Palma

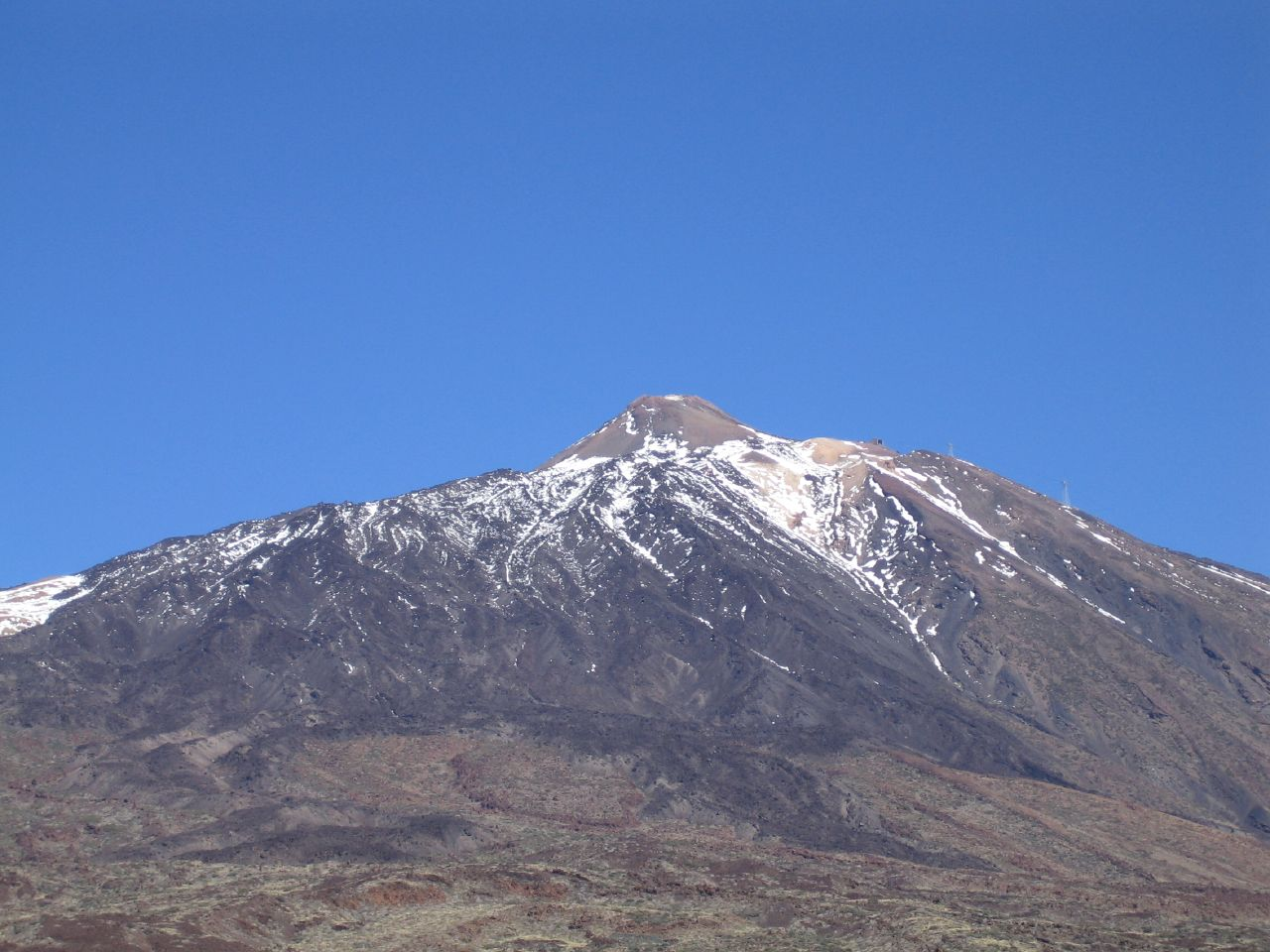
Teide, Teneriffa

Guancher (singular: guanche; spanska: guanches; guanche: guanchinet) var ursprungsbefolkningen på Kanarieöarna.
Guancherna levde egentligen uteslutande på Teneriffa, där de tycks ha levt isolerat fram till den spanska erövringen av ön på 1400-talet. Benämningen guanche kommer av guan ("person") och Chinet ("Teneriffa"). Spanjorer kom därefter att använda sitt begrepp guanches för all ursprunglig befolkning på ögruppen.
Korrekta namn för urbefolkningen beroende ö:
- La Palma – Benhaorita eller Auritas
- La Gomera – Gomerita eller Gomero
- Tenerife – Guanche
- Gran Canaria – Canarii
- Lanzarote och Fuerteventura – Majo

De europeiska erövrarna lät berätta att guancherna var en högrest, vit folktyp, långa, muskulösa och påfallande många var blonda. Guancherna härstammar från berberna, bland vilka man fortfarande finner blonda och blåögda i Afrikas Atlasregion.
Guancherna existerar inte längre som folkgrupp men genetiska tester har bekräftat att de härstammar från berbiska immigranter från det afrikanska fastlandet. Genetiska tester på dagens kanarier har även visat att guanchiskt mitokondriellt DNA utgör en betydande del (42–73 %) av den kanariska genpoolen.

## Historia
Plinius den äldre, som fick sina uppgifter från Juba II, kung av Mauretanien, hävdade att då ögruppen besöktes av Hanno Sjöfararen var den obebodd men att man hittat ruiner efter stora byggnader (Se Pyramiderna i Güímar på Teneriffa). Av dessa uppgifter att döma var guancherna inte de första som bodde på Kanarieöarna. Eftersom guancherna, enligt de spanska kolonisatörerna, inte var muslimer, kan man anta att guancher immigrerade till öarna någon gång under tiden mellan Plinius och islams erövring av Nordafrika.
Spanjorerna annekterade Kanarieöarna 1479. Många guancher föll i motståndskampen och blev då sålda som slavar eller antog, inte alltid frivilligt katolicismen och gifte sig med spanjorer.

## Språk
Få spår av guanchernas språk, guanche, återstår idag, men några få uttryck och namn som fortfarande används antyder dock ett samband med berberspråken. På flera av öarna har tecken hittats på klippor som uppvisar påtagliga likheter med numidiska tecken. Dessa tecken har dock ännu inte dechiffrerats och teckensystemens relation till varandra är oklart.
Guancherna hade dessutom visselspråket Silbo Gomero för att kommunicera på långt håll, det används fortfarande av herdarna på Gomera.

## Samhälle
Den politiska och sociala strukturen varierade mellan öarna. Somliga öar styrde genom ett envälde som gick i arv, på andra öar valdes regenten. 
På Teneriffa tillhörde all mark hövdingen som arrenderade ut den till sina underlydande. 
På Gran Canaria betraktades självmord som aktningsvärt och då en hövding ärvde makten åtog sig en av hans undersåtar villigt att kasta sig ut för ett stup. 
På några öar praktiserades polyandri, på andra brukades monogami. På alla öar tycks dock kvinnor ha åtnjutit stor respekt och en av de största försyndelserna ska ha varit då en beväpnad man förolämpade en kvinna.

## Kläder och vapen
Av fynd på Gran Canaria att döma tycks nästan alla guancher ha burit kläder i getskinn och växtfibrer som var dekorerade och halsband i trä, ben och snäckskal. Cylinderformade svarta och röda pärlor tillverkade av bränd jord med mjuk och polerad yta användes flitigt.
Guancherna målade sina kroppar och de sigilliknande objekt i bränd lera, pintaderas, som har upptäckts användes förmodligen uteslutande för att måla kroppen i olika färger. 
De tillverkade grov keramik som antingen saknade dekorationer eller som skrapats med naglarna.
Guanchernas vapen liknade de i södra Europa. Polerade stridsyxor användes på Gran Canaria men sten- och obsidianvapen var vanligare på Teneriffa. Dessutom kände man till lansen, spjutet, klubban, ibland försedd med kiselspetsar, och möjligen även skölden.
Guancherna levde i grottor i bergen, antingen naturliga eller uthuggna. I områden som inte medgav boende i grottor tillverkades små runda hus och enligt spanjorerna kunde de även uppföra befästningar.

## Religion
Lite är känt om guanchernas religion men de tycks ha ägnat mycket tid och energi åt sin tro. En dominerande gud tillbads på alla öarna under olika namn: Achamán på Teneriffa, Acoran på Gran Canaria, Eraoranhan på El Hierro och Abora på La Palma. Kvinnorna på Hierro tillbad en gudinna som kallades Moneiba. Enligt traditionen levde dessa gudar i bergen och begav sig ned till människorna för att ta emot deras böner. På andra öar vördades solen, månen, jorden och stjärnorna. På alla öar trodde man på en ond ande som på Teneriffa kallades Guayota och sas bo på toppen av vulkanen Teide som betraktades som helvetet, Echeyde. På Teneriffa också dyrkade solguden (Magec) och modern gudinna (Chaxiraxi).
Vid torka drev guancherna sina hjordar till heliga marker där lammen skildes från sina mödrar. Man trodde att deras klagande läten skulle blidka den store anden. Under religiösa festligheter var alla krig och till och med personliga gräl förbjudna.
Man har bekräftat förekomsten av människooffer. På Teneriffa, under sommarsolståndet offrades barn till solen genom att kastas från en klippa. På denna ö har det dykt upp amforor med resterna av barn inuti, vilket är en annan typ av människooffer.
Det finns idag en neo-hednisk religion som dyrkar gamla guancher-gudar, den kallas Iglesia del Pueblo Guanche.

## Begravning
På La Palma lämnades de gamla på egen begäran att dö i ensamhet. Efter att ha tagit farväl av sin familjer bars de till en grotta där de lämnades ensamma med en skål mjölk. Guancherna balsamerade sina döda och många uttorkade mumier som bara vägt omkring 3 kilo har hittats på öarna. Olika metoder för balsameringen användes på de olika öarna. På Gran Canaria sveptes bara kropparna in i get- eller fårskinn medan man på andra öar använde ett hartsartat ämne för att bevara kroppen. Guanchemumierna, begravdes i svårtillgängliga grottor eller under gravhögar. Balsameringen sköttes av en särskild samhällsklass. Män balsamerades av män och kvinnor balsamerades av kvinnor. Alla kroppar balsamerades dock inte, ibland gömdes kroppar i en grotta eller begravdes.